# نانسي بايلي
نانسي بايلي (بالإنجليزية: Nancy Bayley)‏ هي عالمة نفس أمريكية، ولدت في 28 سبتمبر 1899 في ذا داليس في الولايات المتحدة، وتوفيت في 25 نوفمبر 1994 في كارميل-بي-ثي-سي في الولايات المتحدة.